# Wladimir Baranoff-Rossine
Wladimir Davidovitch Baranoff-Rossine (in russo Владимир Давидович Баранов-Россине?, Vladimir Davidovič Baranov-Rossine; in ucraino Володимир Давидович Баранов-Росіне?, Volodymyr Davydovyč Baranov-Rosine; Cherson, 13 gennaio 1888 – Campo di concentramento di Auschwitz, 1944) è stato un pittore ucraino naturalizzato francese di origine ebraica, artista dell'avanguardia cubo-futurista e inventore.

## Biografia
Wladimir Baranoff-Rossine nacque a Cherson, Impero russo (oggi Ucraina) con il nome di Šulim Wolf Leib Baranov.
Nel 1902 studiò alla Scuola della Società per la promozione delle arti  di San Pietroburgo. Dal 1903 al 1907 frequentò l'Accademia Russa di Belle Arti di San Pietroburgo.
Nel 1908 espose a Kiev con il gruppo Zveno (Collegamento) organizzato dall'artista David Burljuk e suo fratello Vladimir Burljuk.
Nel 1910 si trasferì a Parigi, dove fino al 1914 fu residente nella colonia per artisti La Ruche insieme ad Alexandre Archipenko, Sonia Terk Delaunay, Natan Alt'man e altri. Esponeva regolarmente a Parigi dopo il 1911.
Ritornò in Russia nel 1914. Nel 1916 tenne una mostra personale a Oslo. Nel 1918 espone con l'unione degli artisti Mir Iskusstva (Mondo dell'arte) a Pietrogrado. Nello stesso anno espone a Mosca con il gruppo Società ebraica per la promozione delle arti, insieme a Natan Alt'man, El Lissitzky e David Šterenberg. Partecipò alla Prima Mostra di Arte Libera Statale a Pietrogrado nel 1919.
Nel 1922 Baranoff-Rossine fu insegnante nei Workshop artistico-tecnici superiori (VChUTEMAS) a Mosca ed espose alla Prima Mostra d'Arte Russa a Berlino.
Nel 1924 ebbe la prima presentazione del suo pianoforte optofonico durante un'esibizione al Teatro Bol'šoj di Mosca - uno strumento sinestetico in grado di creare suoni e luci colorate, motivi e strutture contemporaneamente.
Nel 1925 emigrò in Francia.
Sperimentando continuamente, Baranoff-Rossine applicò l'arte del colore all'arte militare con la tecnica del camuffamento o del processo cameleontico e questo fu commercializzato con Robert Delaunay. Baranov-Rossine è accreditato come un autore puntinista o del mimetizzazione militare del movimento. Inventò anche un "fotocromometro" che permetteva di determinare la qualità delle pietre preziose. In un altro campo perfezionò una macchina che produceva, sterilizzava e distribuiva bevande gassate, il "Multiperco", che ricevette numerosi riconoscimenti tecnici all'epoca.
Durante l'occupazione tedesca Baranoff-Rossine fu deportato ad Auschwitz, un campo di concentramento tedesco e lì assassinato nel 1944 dai Nazisti.